# Thrypticomyia dichromogaster
Thrypticomyia dichromogaster is een tweevleugelige uit de familie steltmuggen (Limoniidae). De soort komt voor in het Australaziatisch gebied.